# 26743 Laichinglung
26743 Laichinglung è un asteroide della fascia principale. Scoperto nel 2001, presenta un'orbita caratterizzata da un semiasse maggiore pari a 3,0425893 au e da un'eccentricità di 0,0812488, inclinata di 9,15921° rispetto all'eclittica.